# Manu (género)
Manu é um género fóssil de uma ave cuja taxonomia ainda não está devidamente esclarecida. Foi descrita por Marples, a partir de uma clavícula encontrada em Duntroon, Nova Zelândia, do Terciário tardio considerada semelhante à dos actuais albatrozes sendo, por isso, vulgarmente a eles associada. É um género constituído por uma única espécie reconhecida: Manu antiquuus.